# Cychrus spinicollis spinicollis
Cychrus spinicollis spinicollis é uma subespécie de insetos coleópteros pertencente à família Carabidae.
A autoridade científica da subespécie é L. Dufour, tendo sido descrita no ano de 1857.
Trata-se de uma subespécie presente no território português.